# Mistrzostwa Świata w Piłce Nożnej 1958 (eliminacje strefy CONCACAF)
W eliminacjach do Mistrzostw Świata w Piłce Nożnej 1958 w strefie CONCACAF wzięło udział 6 drużyn podzielonych na 2 grupy. Zwycięzcy grup rozgrywali między sobą dwumecz finałowy, którego zwycięzca awansował do finałów MŚ.

## Przebieg eliminacji

### I runda

#### Grupa A
| Poz | Zespół            | Pkt | M | W | R | P | Br+ | Br- | +/- |
| --- | ----------------- | --- | - | - | - | - | --- | --- | --- |
| 1   | Meksyk            | 8   | 4 | 4 | 0 | 0 | 18  | 2   | +16 |
| 2   | Kanada            | 4   | 4 | 2 | 0 | 2 | 8   | 8   | 0   |
| 3   | Stany Zjednoczone | 0   | 4 | 0 | 0 | 4 | 5   | 21  | -16 |

| 1 7 kwietnia 1957 | Meksyk · Alfredo Hernández 15', 65' · Crescencio Gutiérrez 26' · Salvador Reyes 35', 70', 78' | 6:03:0raport | Stany Zjednoczone | Ciudad de los Deportes, Meksyk Widzów: 75 000 Sędzia: Walter Van Rosberg |
|                   |                                                                                               |              |                   |                                                                          |

| 2 28 kwietnia 1957 | Stany Zjednoczone · Jimmy Murphy 6', 43' | 2:72:3raport | Meksyk · 22', 36', 82' Alfredo Hernández · 38' Crescencio Gutiérrez · 65', 87' Héctor Hernández · 79' Enrique Sesma | Memorial Stadium, Long Beach Widzów: 12 500 Sędzia: Raymond Morgan |
|                    |                                          |              | |                                                                    |

| 3 22 czerwca 1957 | Kanada · Norman McLeod 32' · Brian Philley 35' · Art Hughes 55', 80' · Gordon Stewart 57' | 5:12:1raport | Stany Zjednoczone · 25' (k) Harry Keough | Varsity Stadium, Toronto Widzów: 7567 Sędzia: Harry Sadler |
|                   |                                                                                           |              |                                          |                                                            |

| 4 30 czerwca 1957 | Meksyk · Carlos González 5', 72' · Crescencio Gutiérrez 46' | 3:01:0raport | Kanada | Ciudad de los Deportes, Meksyk Widzów: 60 000 Sędzia: Wlater Van Rosberg |
|                   |                                                             |              |        |                                                                          |

| 5 3 lipca 1957 | Kanada | 0:2raport | Meksyk · 8' Crescencio Gutiérrez · 28' Enrique Sesma | Ciudad de los Deportes, Meksyk Widzów: 60 000 Sędzia: Wlater Van Rosberg |
|                |        |           |                                                      |                                                                          |

| 6 6 lipca 1957 | Stany Zjednoczone · Ruben Mendoza 42' · Jimmy Murphy 80' | 2:31:3raport | Kanada · 9' Brian Philley · 14' Ostap Steckiw · 25' Gordon Stewart | Public School Ground, St. Louis Widzów: 1500 Sędzia: Stan Lutostanski |
|                |                                                          |              |                                                                    |                                                                       |

#### Grupa B
| Poz | Zespół              | Pkt | M | W | R | P | Br+ | Br- | +/- |
| --- | ------------------- | --- | - | - | - | - | --- | --- | --- |
| 1   | Kostaryka           | 8   | 4 | 4 | 0 | 0 | 15  | 4   | +11 |
| 2   | Antyle Holenderskie | 2   | 3 | 1 | 0 | 2 | 4   | 7   | -3  |
| 3   | Gwatemala           | 0   | 3 | 0 | 0 | 3 | 4   | 12  | -8  |

| 1 10 lutego 1957 | Gwatemala · Jorge Vickers 19' · Emilio Espinoza 87' | 2:61:4raport | Kostaryka · 10', 25', 40' Jorge Monge · 16' Ruben Jimenez · 48' Marvin Rodriguez · 82' Alvaro Murillo | Estadio Mateo Flores, Gwatemala Sędzia: José Antonio Sundheim |
|                  |                                                     |              | |                                                               |

| 2 17 lutego 1957 | Kostaryka · Uben Jimenez 10' · Mario Cordero 27' (k) · Rodolfo Herrera 65' | 3:12:0raport | Gwatemala · 60' Juan Jose Cordero | Estadio Nacional de la Sabana, San José Sędzia: Ovedio Orrego |
|                  |                                                                            |              |                                   |                                                               |

1. ↑  Mecz przerwany w 66 minucie z powodu bójki pomiędzy drużynami. Wynik został utrzymany.

| 3 3 marca 1957 | Kostaryka · Rodolfo Herrera 16', 63' · Alvaro Murillo 35', 67' | 4:02:0raport | Antyle Holenderskie | Estadio Nacional de la Sabana, San José Sędzia: Charles McKenna |
|                |                                                                |              |                     |                                                                 |

| 4 14 marca 1957 | Gwatemala · Francisco López 51' | 1:30:2raport | Antyle Holenderskie · 23', 31' Wilfred De Lanoy · 65' Edgard Meulens | Estadio Mateo Flores, Gwatemala Sędzia: Jose Antonio Sundheim |
|                 |                                 |              |                                                                      |                                                               |

| 5 4 sierpnia 1957 | Antyle Holenderskie · Sambo Hubert 21' | 1:21:0raport | Kostaryka · 53' Mario Cordero · 60' Jorge Monge | Rif Stadion, Willemstad Sędzia: Vicente Orlandini |
|                   |                                        |              |                                                 |                                                   |

| 6 | Antyle Holenderskie | [ i ] | Gwatemala |  |
|   |                     |       |           |  |

1. ↑  Mecz nie odbył się

### II runda
| Poz | Zespół    | Pkt | M | W | R | P | Br+ | Br- | +/- |
| --- | --------- | --- | - | - | - | - | --- | --- | --- |
| 1   | Meksyk    | 3   | 2 | 1 | 1 | 0 | 3   | 1   | +2  |
| 2   | Kostaryka | 1   | 2 | 0 | 1 | 1 | 1   | 3   | -2  |

| 1 20 października 1957 | Meksyk · Jaime Belmonte 77' · Ligorio López 86' | 2:00:0raport | Kostaryka | Ciudad de los Deportes, Meksyk Widzów: 80 000 Sędzia: Jack Husband |
|                        |                                                 |              |           |                                                                    |

| 2 27 października 1957 | Kostaryka · Juan Soto 32' | 1:1raport | Meksyk · 27' Ligorio López | Estadio Nacional de la Sabana, San José Widzów: 35 738 Sędzia: Gabriel Sanchez |
|                        |                           |           |                            |                                                                                |